# Eitorf
Eitorf is een gemeente in de Duitse deelstaat Noordrijn-Westfalen, gelegen in de Rhein-Sieg-Kreis. De gemeente telt 18.728 inwoners (31 december 2020) op een oppervlakte van 69,91 km².
Eitorf ligt op 25 km van Bonn en op 50 km van Keulen.

## Plaatsen in de gemeente
Alzenbach, Bach, Balenbach, Baleroth, Baumhof, Bitze, Blumenhof, Bohlscheid, Bruch, Büsch, Büsch bei Merten, Dickersbach, Eitorf, Halft, Hatzfeld, Hausen, Hecke, Heckerhof, Hohn, Hönscheid, Irlenborn, Josefshöhe, Käsberg, Kehlenbach, Keuenhof-Hove, Köttingen, Kreisfeld, Lacheid, Leye, Lindscheid, Lützgenauel, Merten, Mierscheid, Mittelottersbach, Mühleip, Nannenhohn, Nennsberg, Niederottersbach, Obenroth, Obereip, Obereiper Mühle, Oberottersbach, Plackenhohn, Rankenhohn, Richardshohn, Rodder, Rosenthal, Scheidsbach, Schellberg, Schellenbruch, Schmelze, Siebigteroth, Stein, Wassack, Weiden, Welterode, Wilbertzhohn, Wilkomsfeld

## Afbeeldingen

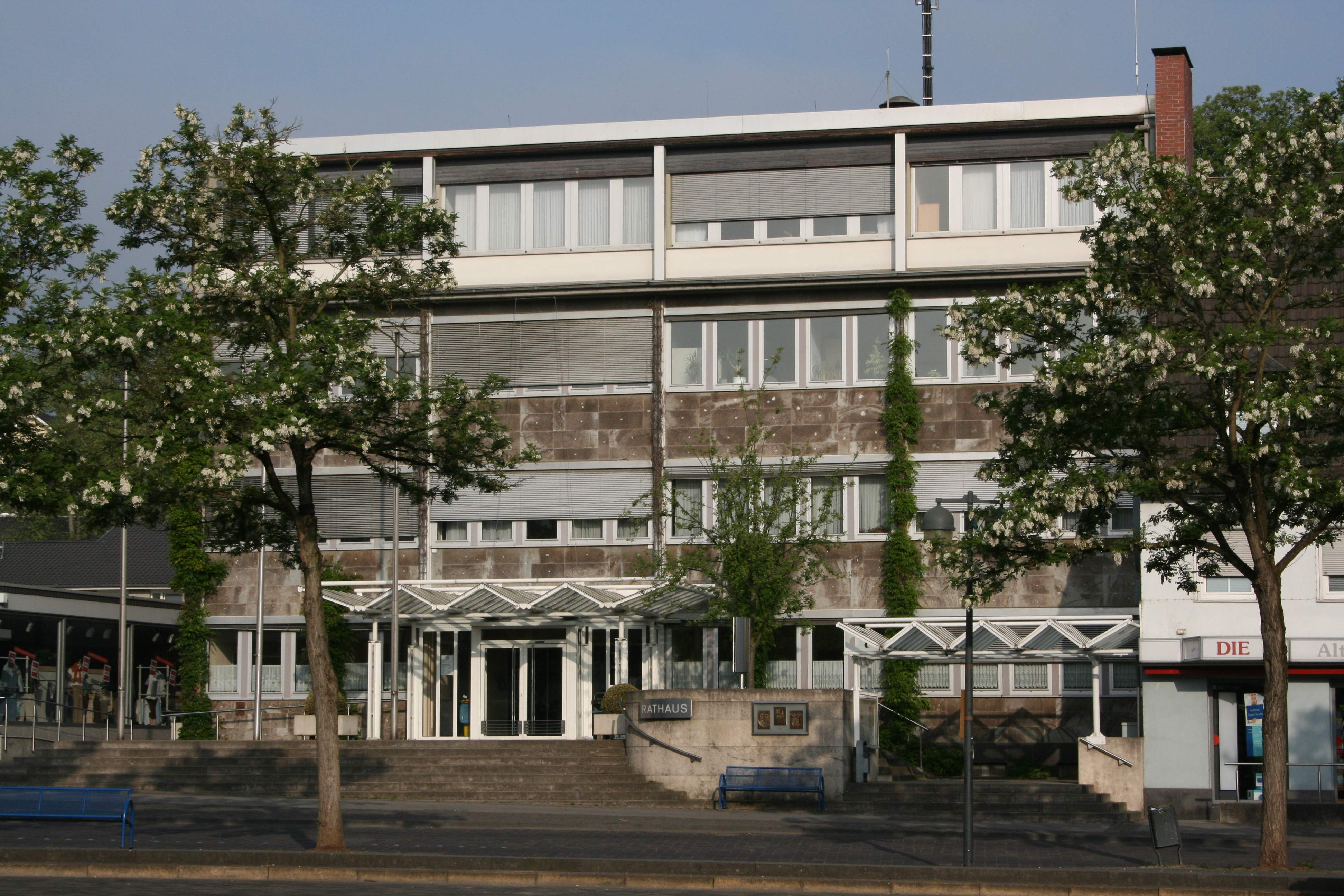
Gemeentehuis
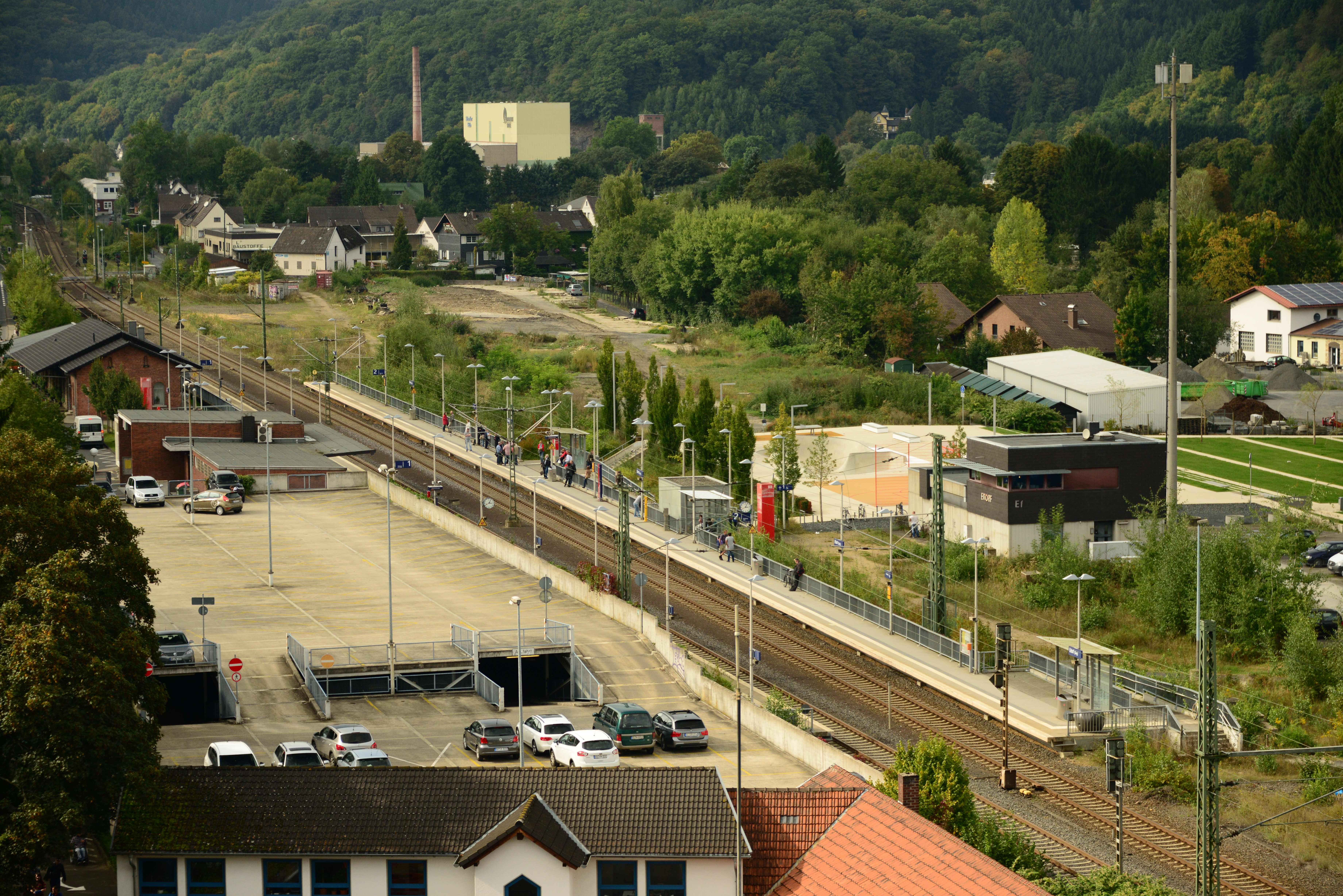
Station
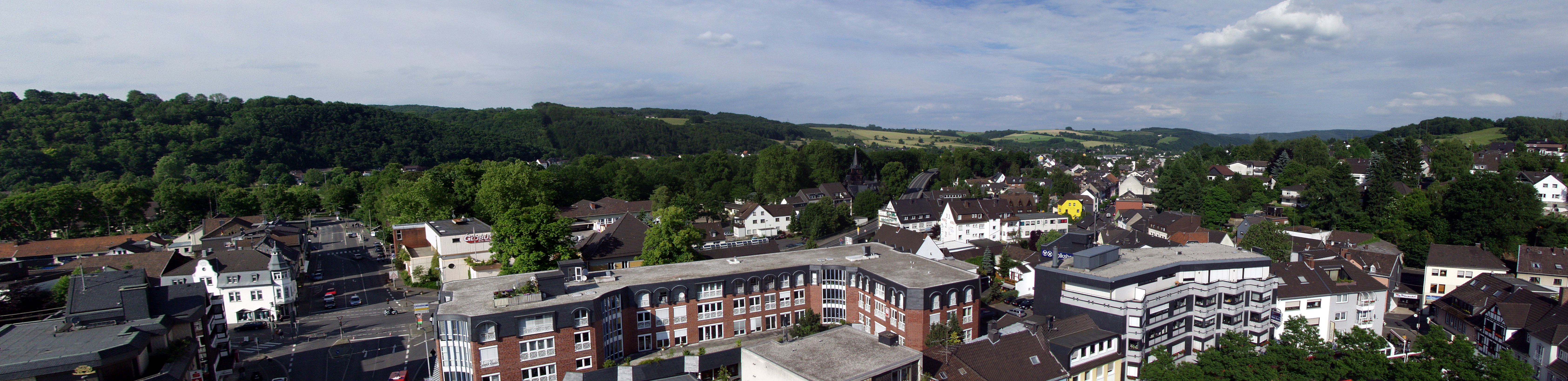
Gezicht op het centrum

Alfter · Bad Honnef · Bornheim · Eitorf · Hennef · Königswinter · Lohmar · Meckenheim · Much · Neunkirchen-Seelscheid · Niederkassel · Rheinbach · Ruppichteroth · Sankt Augustin · Siegburg · Swisttal · Troisdorf · Wachtberg · Windeck